# First Canadian Place
First Canadian Place —  298-метровый небоскрёб, расположенный в деловом районе Торонто, Канада. На данный момент[когда?] считается самым высоким небоскрёбом Канады и 15-м по высоте в Северной Америке (если считать по высоте шпиля, если по высоте крыши – 9-м). На данный момент в нём расположен главный офис Bank of Montreal.

## История
Строительство небоскрёба началось в 1973 году по проекту компании Bregman + Hamann Architects. Изначально здание называлось First Bank Building и располагалось на месте Old Toronto Star Building. Получение разрешения на строительство высотного здания заняло около 3 лет из-за ограничений на небоскрёбы, введённое мэром Торонто Дэвидом Кромби.

## Архитектура и технические особенности
Внешне First Canadian Place очень похож на Aon Center, завершённый двумя годами раньше офис Standard Oil. Различие только в форме окон. На облицовку First Canadian Place ушло около 600 тонн белого каррарского мрамора. Однако, в мае 2007 года во время сильного ветра мраморный блок весом в 140 килограммов оторвался от стены здания и упал с высоты 60 этажей.
После этого мраморную обшивку заменили стеклянными панелями в бронзовых рамах. Кроме того, в 2009 году компания-собственник провела модернизацию всех систем и отделки здания.
В здании расположено 29 лифтов. First Canadian Place – одно из немногих зданий в мире, где используются двухуровневые лифты.